# جنسن (دهانه)
جنسن یک دهانه برخوردی در ماه است.

## دهانه‌های اقماری
این دهانه ۱۱ دهانه اقماری دارد.
| Jansen | عرض جغرافیایی | طول جغرافیایی | قطر          |
| ------ | ------------- | ------------- | ------------ |
| E      | ۱۴٫۵° N       | ۲۷٫۸° E       | ۷٫۰ کیلومتر  |
| D      | ۱۵٫۷° N       | ۲۸٫۴° E       | ۷٫۰ کیلومتر  |
| G      | ۹٫۳° N        | ۲۶٫۰° E       | ۶٫۰ کیلومتر  |
| H      | ۱۱٫۴° N       | ۲۸٫۴° E       | ۷٫۰ کیلومتر  |
| K      | ۱۱٫۵° N       | ۲۹٫۷° E       | ۶٫۰ کیلومتر  |
| L      | ۱۴٫۷° N       | ۳۰٫۱° E       | ۷٫۰ کیلومتر  |
| R      | ۱۵٫۲° N       | ۲۸٫۸° E       | ۲۵٫۰ کیلومتر |
| U      | ۱۱٫۹° N       | ۳۲٫۳° E       | ۴٫۰ کیلومتر  |
| T      | ۱۱٫۴° N       | ۳۳٫۵° E       | ۵٫۰ کیلومتر  |
| W      | ۱۰٫۲° N       | ۲۹٫۵° E       | ۳٫۰ کیلومتر  |
| Y      | ۱۳٫۴° N       | ۲۸٫۶° E       | ۴٫۰ کیلومتر  |